# Dani boba i blitve
Dani boba i blitve su gastronomska manifestacija koja se održava na otoku Braču.
Cilj je ove manifestacija promocija jela kojima su sastavni dio bob i blitva, ali i oživljavanje zaboravljenih jela koja su se pripravljala s ovim povrćem.
Pored gastronomskog dijela, u sklopu ove manifestacije se održavaju i predavanja.